# Liebstadia tenuis
Liebstadia tenuis är en kvalsterart som först beskrevs av Nusret Ayyildiz och Malcolm Luxton 1989.  Liebstadia tenuis ingår i släktet Liebstadia och familjen Liebstadiidae. Inga underarter finns listade i Catalogue of Life.